# Terathopius ecaudatus
Terathopius ecaudatus sau uliul gaukler este o pasăre de pradă diurnă din familia 
Accipitridae. Este o specie endemică în  Africa și Arabia.

## Descriere
Terathopius ecaudatus este una dintre cele mai zvelte păsări de pradă, cu aripile lungi și penajul splendid. Aria de răspândire se întinde la sud de Sahara în Africa și cuprinde în special savanele, marginile pădurilor și vârfurile muntoase cu altitudini de 400 m. Această puternică pasăre de pradă se remarcă prin zborul ei specific.

## Media

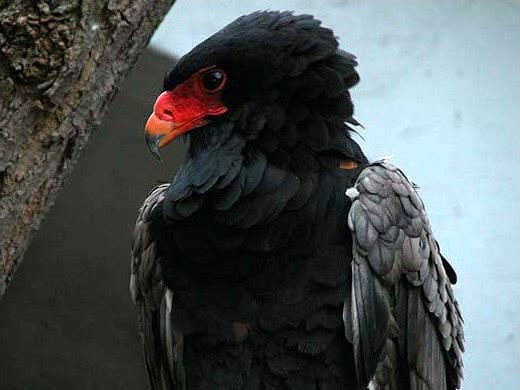
Adult
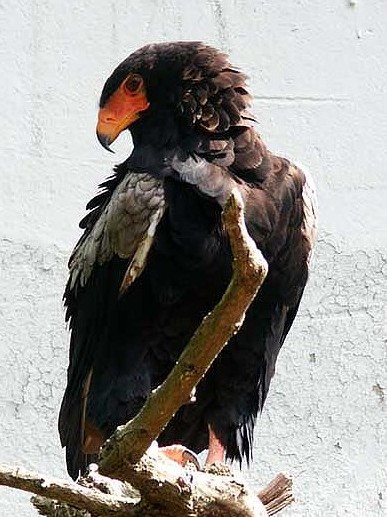
Adult, mascul
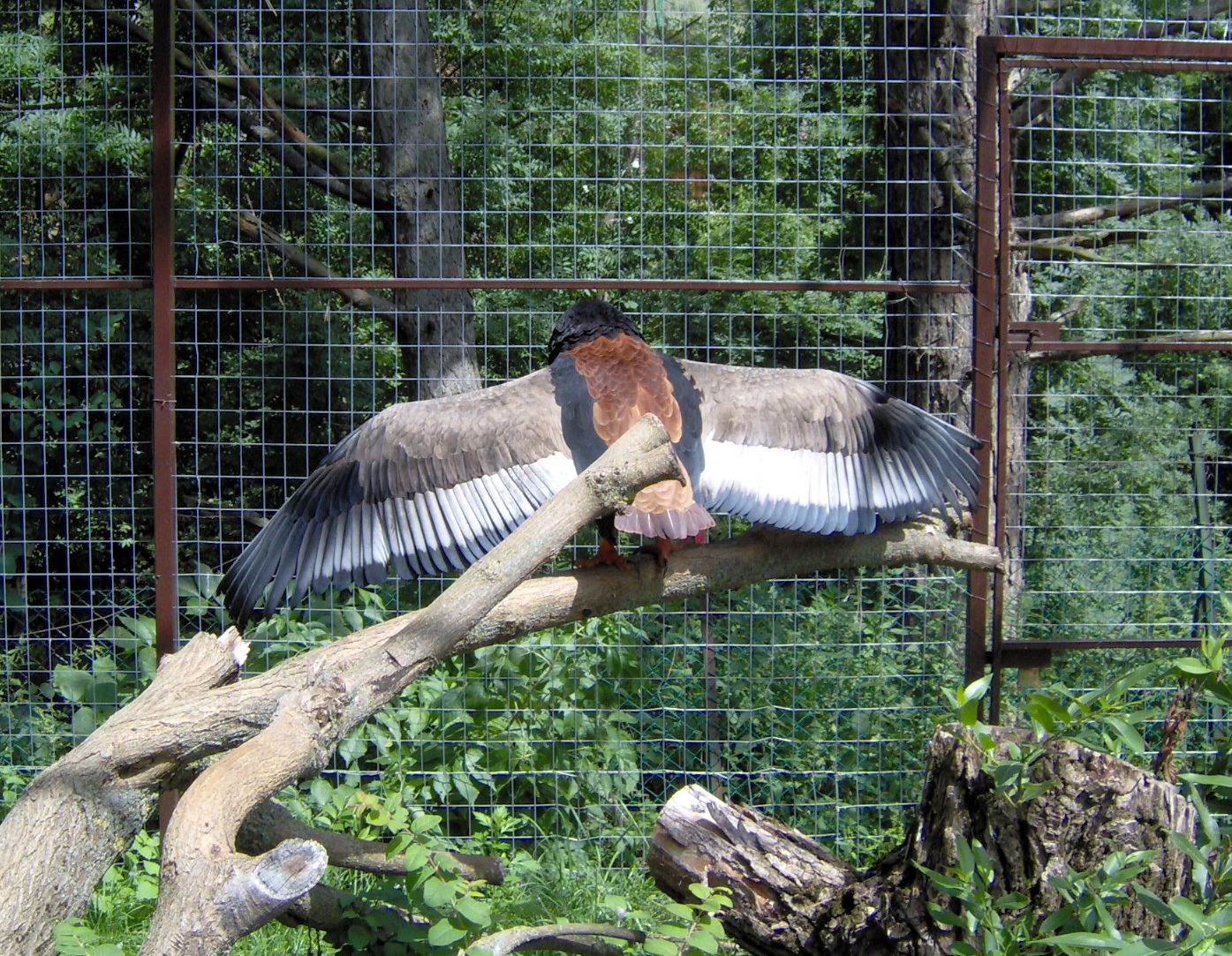
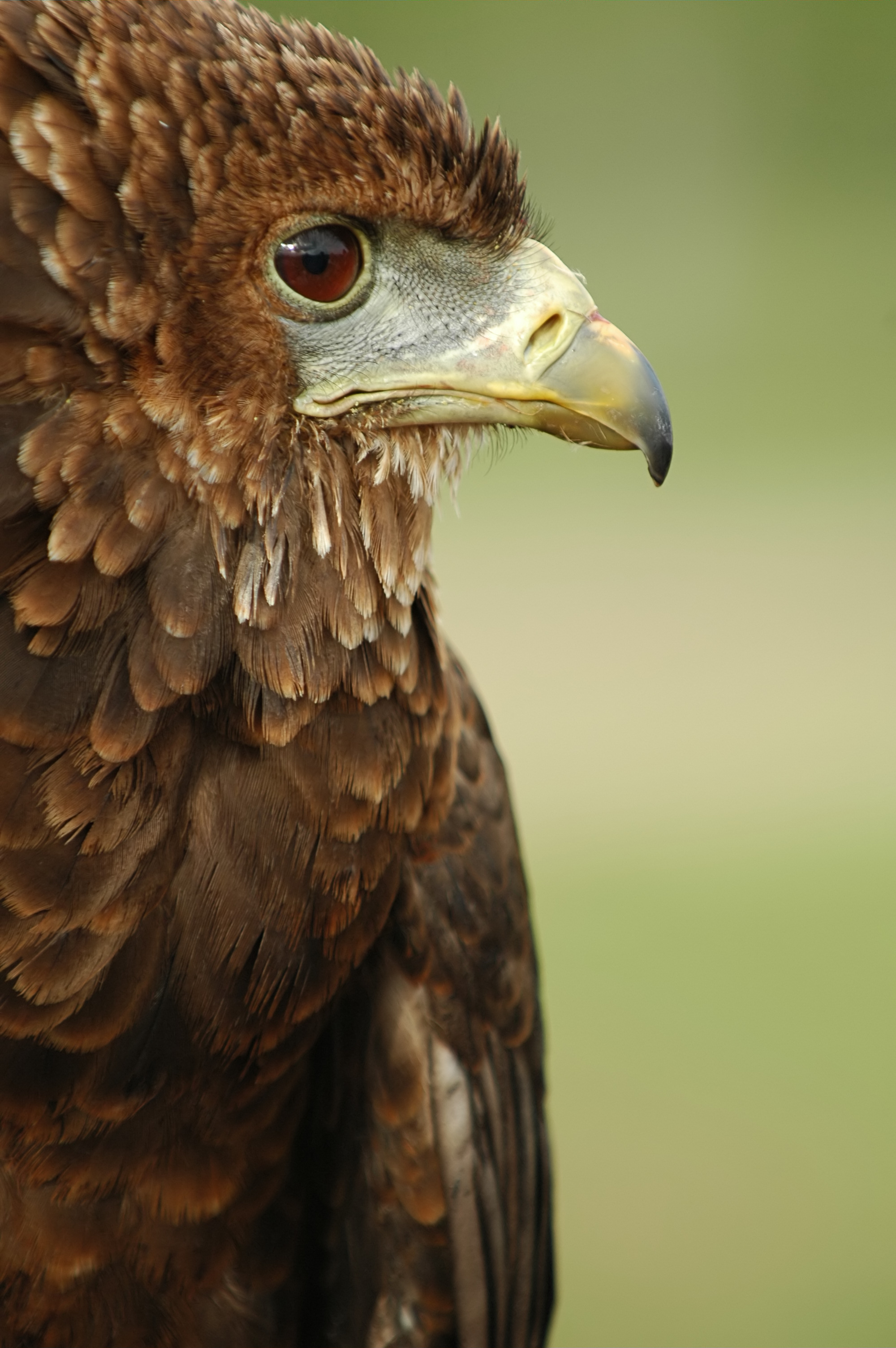

- Femelă
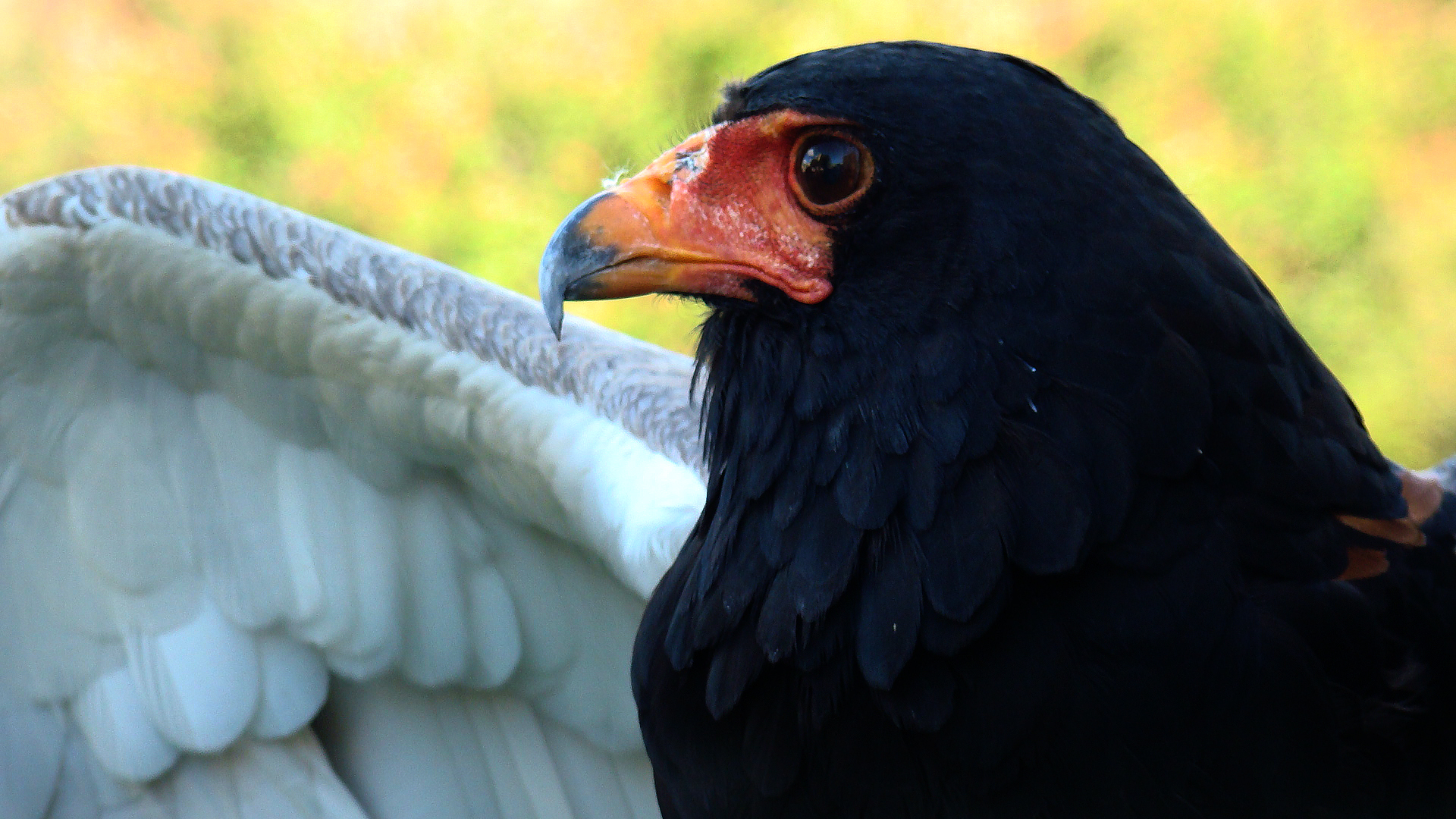
Femală în Texas
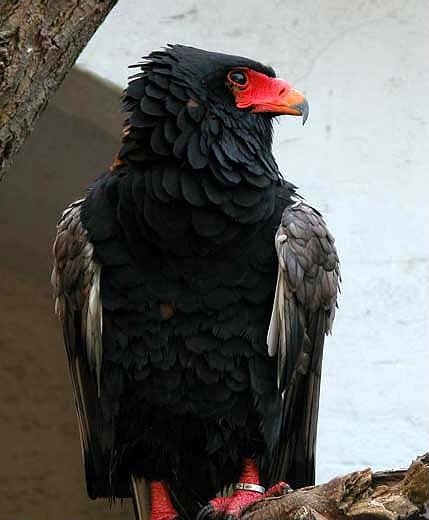
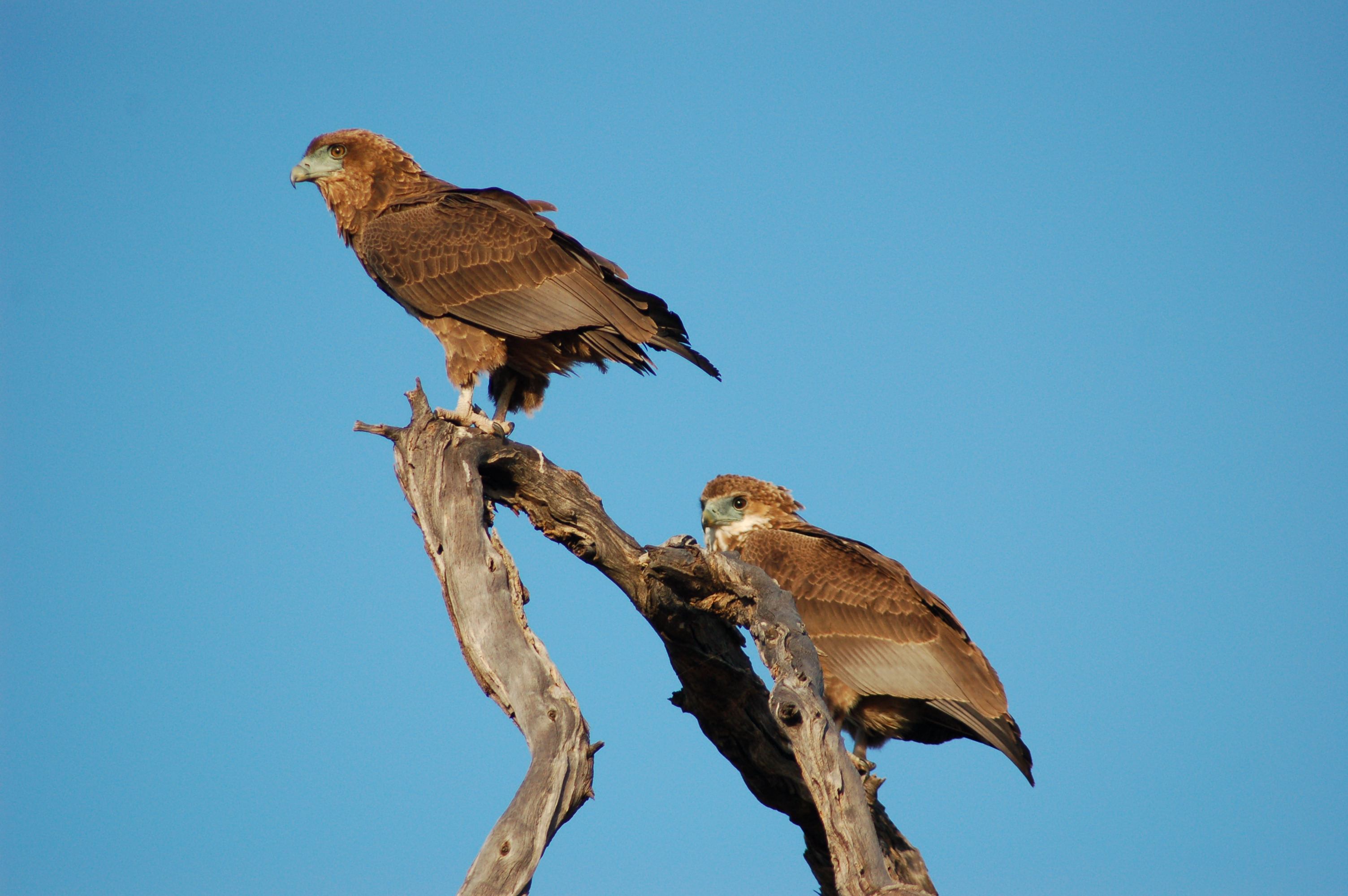